# Самаренкин, Дмитрий Анатольевич
Дмитрий Анатольевич Самаренкин  (род. 3 июня 1969, Набережные Челны) — российский предприниматель чувашского происхождения. Частным бизнесом занимается с 1993 года. Учился в Казанском финансово-экономическом институте, окончил в 1990 году.
Член партии «Единая Россия», член фракции «Единая Россия» в Госсовете Республики Татарстан, член комитета Государственного совета Республики Татарстан по государственному строительству и местному самоуправлению.
С 2007 по 2011 год Самаренкин был президентом клуба по хоккею с мячом «Динамо-Казань». При нём казанское «Динамо» впервые в истории стало обладателем клубного Кубка мира в 2010 году и чемпионом России в сезоне 2010/11. В январе 2011 года он был назначен генеральным менеджером сборной России по хоккею с мячом, которая вскоре выиграла чемпионат мира проходящий в Казани. 30 августа 2011 года назначен президентом футбольного клуба «Рубин», коим являлся до 29 мая 2012 года.

## Биография
Родился и вырос в городе Набережные Челны. В детстве занимался футболом. Играл на позиции полузащитника в набережночелнинской команде «Турбина», которая выступала во 2-й лиге. На медкомиссии выявили проблемы с сердцем и дальнейшее занятие футболом было прекращено.
В шестнадцатилетнем возрасте переехал в город Казань, где закончил финансово-экономический институт. Позже был создан первый кооператив, который занимался пошивкой спец. одежды. В начале 90-х пределов республики для кооператива оказалось мало и Дмитрий вместе с компанией уехал в Москву. Проработав в Москве несколько лет, в 1998-м году вернулись в Казань на хим. комбинат им. Вахитова. Предприятие было в банкротном состоянии, однако за несколько лет оборот был увеличен в несколько раз.
В 2003 году руководство республики предложило другой комбинат — Казанский Жировой, где Дмитрий стал руководителем. За короткий промежуток времени был построен огромный завод по производству майонеза, кетчупа и соусов. В 2007 году, когда предприятие стало иметь большие обороты, Минтимер Шаймиев поручил компании заниматься хоккеем с мячом. За несколько лет Дмитрию удалось создать одну из сильнейших команд в мире.

## Карьера
- 1998—2000 — председатель комитета кредиторов ОАО «Нэфис Косметикс».
- 2000—2003 — заместитель генерального директора по развитию ОАО «Нэфис Косметикс».
- С 2003 года — Председатель Совета директоров ОАО «Казанский жировой комбинат»[3].
- 2007—2011 — президент ХК «Динамо-Казань» (хоккей с мячом).
- С марта 2009 г. — депутат Государственного Совета Республики Татарстан четвёртого созыва.
- С января 2011 года — генеральный менеджер сборной России по хоккею с мячом.
- С 30 августа 2011 года по 29 мая 2012 года — президент футбольного клуба «Рубин».
- С 2013 г. — почетный президент «Динамо-Казань».
- С 2014 по 2019 гг. — депутат Государственного совета Республики Татарстан пятого созыва.
- С сентября 2019 г. — депутат Государственного совета Республики Татарстан шестого созыва.

По состоянию на октябрь 2019 года — советник генерального директора ФК «КАМАЗ».
В январе 2023 года вошёл в состав попечительского совета ФК «Рубин».

## Награды
- 2006 — Почетным орден «За личные заслуги по эффективному финансовому управлению»;
- 2007 — Серебряная медаль Министерства сельского хозяйства РФ «За вклад в развитие агропромышленного комплекса России»;
- 2008 — Медаль «В память 1000-летия г. Казани»;
- 2008 — Юбилейная медаль «90 лет уголовного розыска» МВД России;
- 2008 — Юбилейный знак Управления ФСБ России по г. Москве и Московской области «90 лет Управлению»;
- 2009 — Золотой знак и диплом лауреата республиканского общественного конкурса «Руководитель года — 2009»;
- 2009 — Орден «Заслуженный гражданин России»;
- 2011 — Медаль «За доблестный труд»;
- 2019 — Медаль ордена «За заслуги перед Республикой Татарстан»[7].

## Личная жизнь
- Отец — Самаренкин Анатолий Константинович, бывший министр мелиорации и водного хозяйства ТАССР. В настоящее время советник генерального директора ОАО «КАМАЗ».
- Женат, воспитывает троих детей[8].